# Soupir du Maure
Pour l’article homonyme, voir Le dernier soupir du Maure.
Le Soupir du Maure (Suspiro del Moro) est un col à 848 m d'altitude, point de passage principal entre Grenade et la côte méditerranéenne (par la vallée du Guadalfeo) à Motril, sur l'autoroute A44. Le nom fait référence au dernier soupir du Maure.

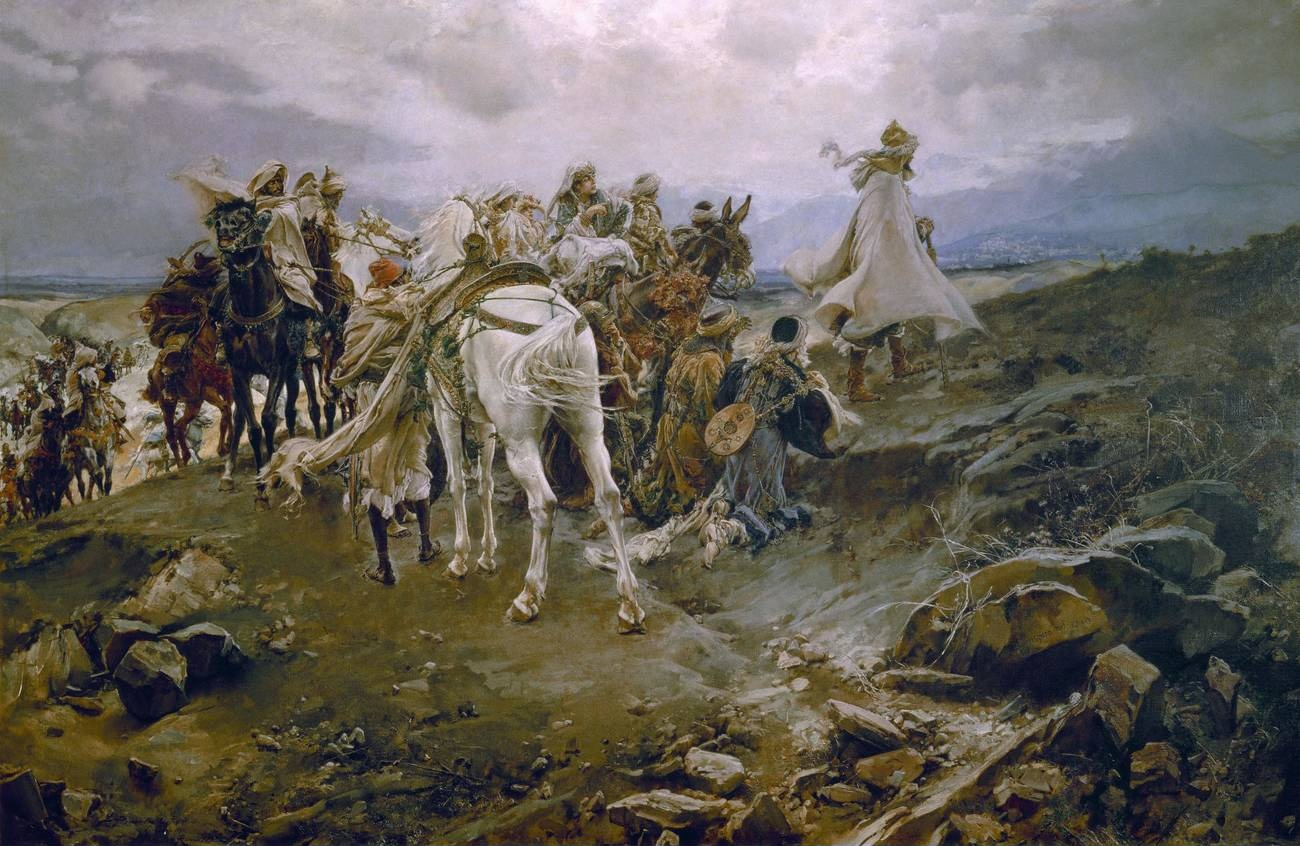
Le soupir du Maure par Francisco Pradilla y Ortiz, 1879-1892.

En 1492, au moment de la chute de Grenade, son ultime souverain nasride, Boabdil, aurait connu à cet endroit des instants dépressifs de mélancolie en jetant un dernier regard sur la ville qu'il quittait, distante de quelques kilomètres mais tombée entre les mains des rois catholiques. Sa mère, Aïcha (Aixa), lui aurait alors  dit « Tu pleures comme une femme ce que tu n'as pas su défendre comme un homme. », c'est du moins ce que raconte l'hagiographie populaire.
Localement, c'est incontournable : le moindre bar, ferme (granja) ou complexe hôtelier affiche le nom Suspiro del Moro, Suspiro ou Moro, rappelant ce détail.
Une peinture de Francisco Pradilla y Ortiz montre également l'exilé en présence de sa famille, en train de verser des larmes sur sa cité, surplombée du joyau fantastique qu'est l'Alhambra à jamais perdue pour lui, bien qu'il en ait connu intimement les raffinements palatins.